# Хорезми Равани
Хорезми́ Равани (узб. Ravoniy Xorazmiy) — тюркский поэт, живший в XIV веке в Хорезме.

## Творчество
Почти не сохранилось биографических сведений о поэте Хорезми-Равани, который жил в Хорезме в эпоху Золотой Орды.
Известная поэма Хорезми «Мухаббат-наме», датируемая 1353 г., написана на литературном языке Золотой Орды.
Сохранилось два списка поэмы: ранний, выполненный уйгурским письмом в 1432 году, и второй, переписанный в 1508—1509 гг. арабским письмом на чагатайском языке. Уйгурский список состоит из 10 писем-стихотворений на чагатайском языке. Обе рукописи хранятся в Британском музее.